# 야나기다 미쓰히로
야나기다 미쓰히로(일본어: 柳田 充弘, 1941년 4월 4일 ~ )는 일본의 세포생물학자이며 오키나와 과학기술대학원대학 교수, 교토 대학 명예교수이다. 학위는 이학박사(도쿄 대학), 전공은 세포 주기와 염색체 분배 기구이다.

## 주요 경력
- 1941년 : 도쿄도에서 태어남
- 1960년 : 도쿄 도립 도야마 고등학교 졸업
- 1964년 : 도쿄 대학 이학부 졸업
- 1967년 : 제네바 대학교 등에서 유학
- 1970년 : 도쿄 대학 대학원 이학박사
- 1971년 : 교토 대학 이학부 조교수
- 1977년 : 교토 대학 이학부 교수
- 1999년 : 교토 대학 대학원 생명과학연구과 교수
- 1999년 : 일본 분자생물학회 회장( ~ 2001년)
- 2001년 : 교토 대학 대학원 생명과학연구과장( ~ 2003년)
- 2004년 : 교토 대학 대학원 생명과학연구과 특임교수( ~ 2011년 3월)
- 2011년 : 오키나와 과학기술대학원대학 교수[1]

## 수상 경력
- 1999년 : 도레이 과학기술상
- 2000년 : 아사히상
- 2001년 : 우에하라상
- 2003년 : 은사상, 일본 학사원상

### 상훈·영예
- 2002년 : 자수포장
- 2004년 : 문화공로자
- 2011년 : 문화훈장

## 회원
- 2000년 : 왕립학회 외국인 회원
- 2010년 : 영국 생물학회 명예 펠로[2][3]
- 2012년 : 미국 과학 아카데미 회원[4]